# ميل واكاباياشي
ميل واكاباياشي هو لاعب كرة قاعدة كندي، ولد في 23 أبريل 1943.

## وصلات خارجية
- ميل واكاباياشي على موقع HockeyDB.com (الإنجليزية)
- ميل واكاباياشي على موقع أوليمبيديا (الإنجليزية)